# Uribante (municipalité)
Pour les articles homonymes, voir Uribante.
Uribante est l'une des 29 municipalités de l'État de Táchira au Venezuela. Son chef-lieu est Pregonero. En 2011, la population s'élève à 20 104 habitants.

## Géographie

### Subdivisions
La municipalité est divisée en 4 paroisses civiles :
- Uribante ;
- Cárdenas ;
- Juan Pablo Peñaloza ;
- Potosí.